# Anna-Lisa Eriksson
Anna-Lisa Eriksson   (Selångers parish, 21 de juny de 1928 - Härnösands domkyrkoförsamling, 26 de maig de 2012) fou una esquiadora de fons sueca que va competir durant la dècada de 1950.
El 1956 va prendre part en els Jocs Olímpics d'Hivern de Cortina d'Ampezzo, on va disputar dues proves del programa d'esquí de fons. Junt a Irma Johansson i Sonja Edström guanyà la medalla de bronze en els relleus 3x5 km, mentre en la cursa dels 10 quilòmetres fou tretzena.
En el seu palmarès també destaca una medalla de bronze al Campionat del Món d'esquí nòrdic de 1954. A nivell nacional guanyà tres campionats de manera consecutiva, entre 1954 i 1956, en la prova de relleus.